# Protoplectron striatellum
Protoplectron striatellum là một loài côn trùng trong họ Myrmeleontidae thuộc bộ Neuroptera. Loài này được Esben-Petersen miêu tả năm 1917.